# Вулиця Варшавська (Краків)
Вулиця Варшавська — вулиця в Кракові в дільниці I Старе Місто, у Клепажі.

## Напрямок
Починається на перехресті вулиць Курників, святого Філіпа та площі Яна Матейка, її продовженням є Алея 29 Листопада. Це вулиця з одностороннім рухом.

## Історія
Вулиця Варшавська є частиною колишнього Варшавського шляху та продовженням вулиці Флоріанської. Вона утворилася незабаром після локації міста Кракова в 1257 році, але в дещо іншій формі. Після розташування Клепажа у 1366 р. ця вулиця стала однією з головних вулиць нового міста, однак її було дещо скорочено за рахунок окреслення тодішнього (прирівняно краківській площі Ринок) ринку Клепарського. У 15 столітті через будівництво Барбакану її дещо зарегулювали. Вона відновила своє місце з часів до розташування Клепаржа в XIX столітті, коли Ринкова площа міста Клепарж була забудована всілякими будівлями різних установ.

## Забудова
- вул. Варшавська 1б — пресвітерій костелу св. Флоріана.
- вул. Варшавська 2 (вул. св. Філіпа 25) — палац Здіслава Влодка
- вул. Варшавська 6-10 — Костел Пресвятого Серця Ісуса та монастир сестер милосердя.
- вул. Варшавська 11-13 — монастир сестер назаретанок.
- вул. Варшавська 15-17 — палац Пшеворських, перед ним за часів ПНР був валун на честь червоних скаутів, які загинули в боротьбі з нацистськими окупантами в 1939—1945 роках[1]
- вул. Варшавська 24 — колишні казарми австрійської піхоти ім Ерцгерцога Рудольфа (нім. Rudolfskaserne), перейменовані 18 листопада 1918 року на казарми Яна Собеського, де був сформований 8-й піхотний полк, нині Краківський технічний університет.

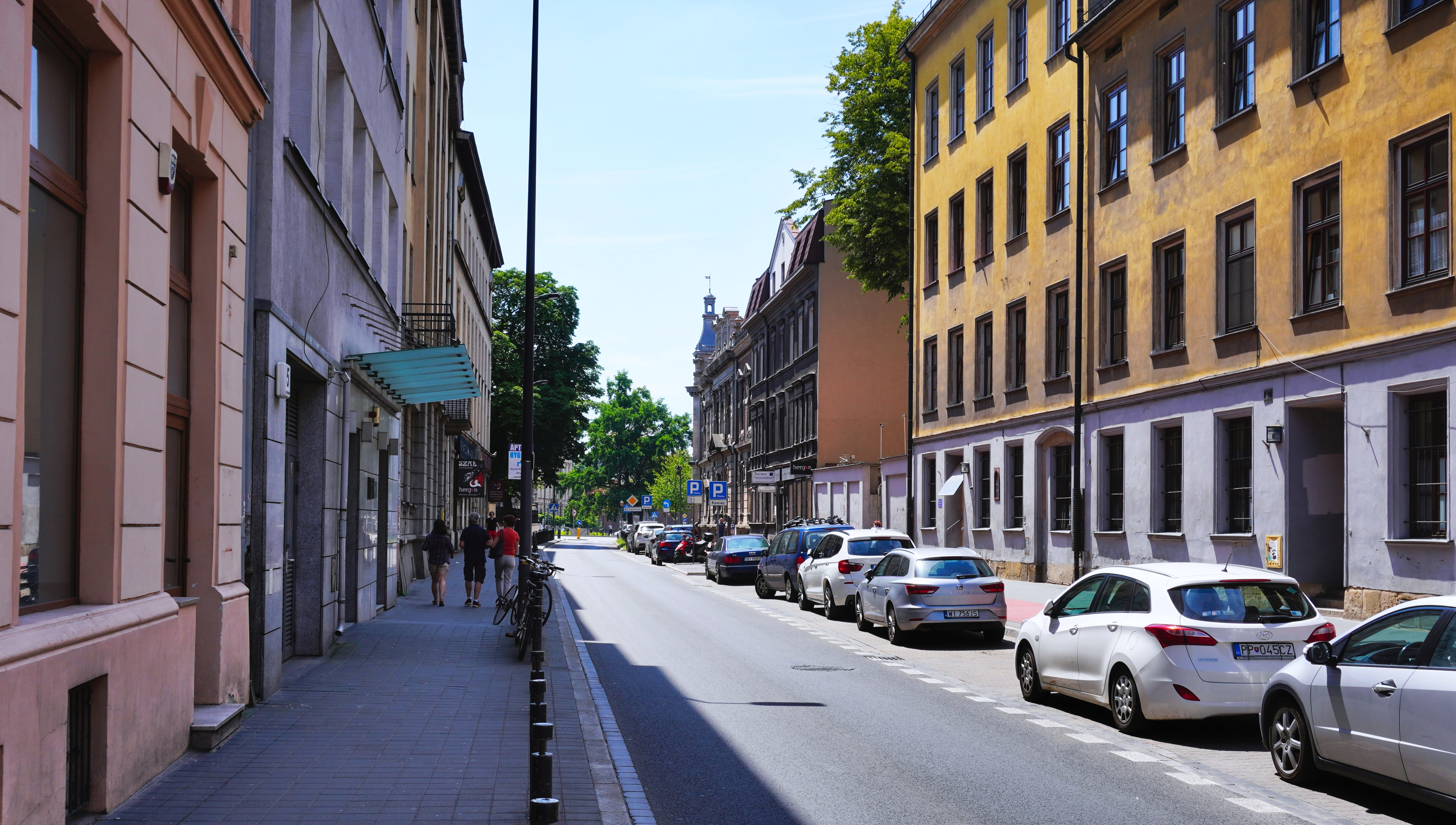
Вид від перехрестя з вул. Огродової на південь.
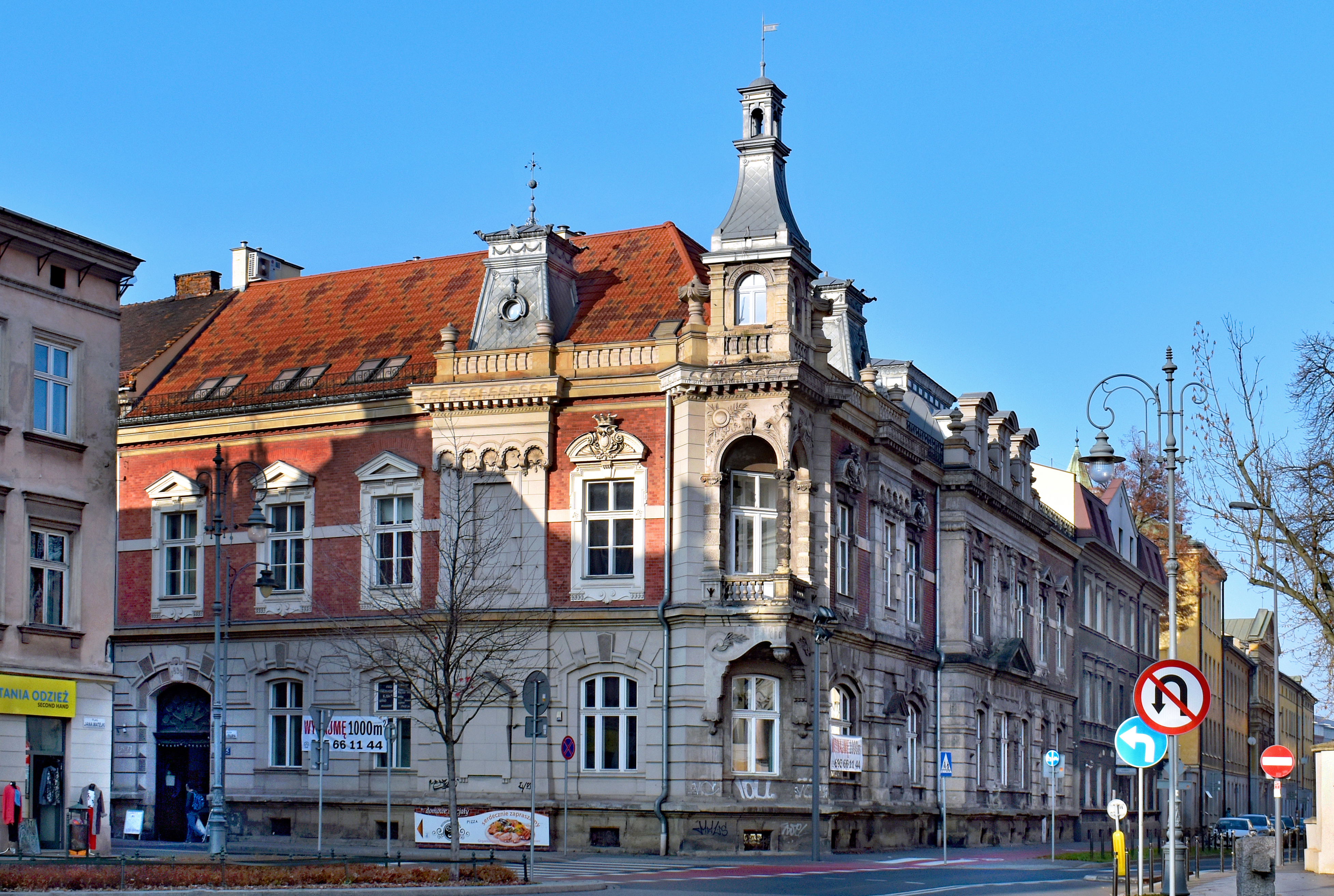
Палац Здіслава Влодка
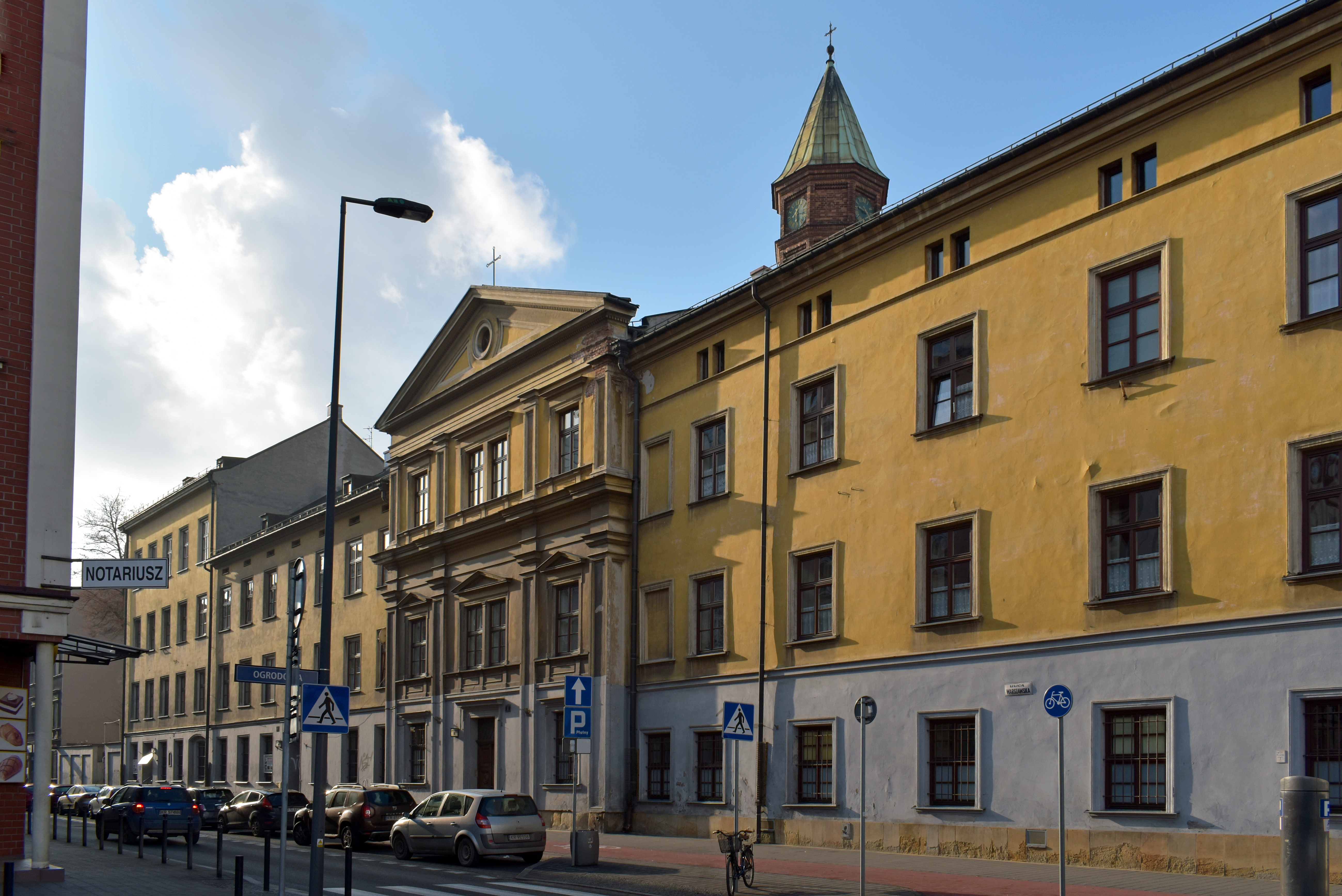
Монастир і костел сестер милосердя
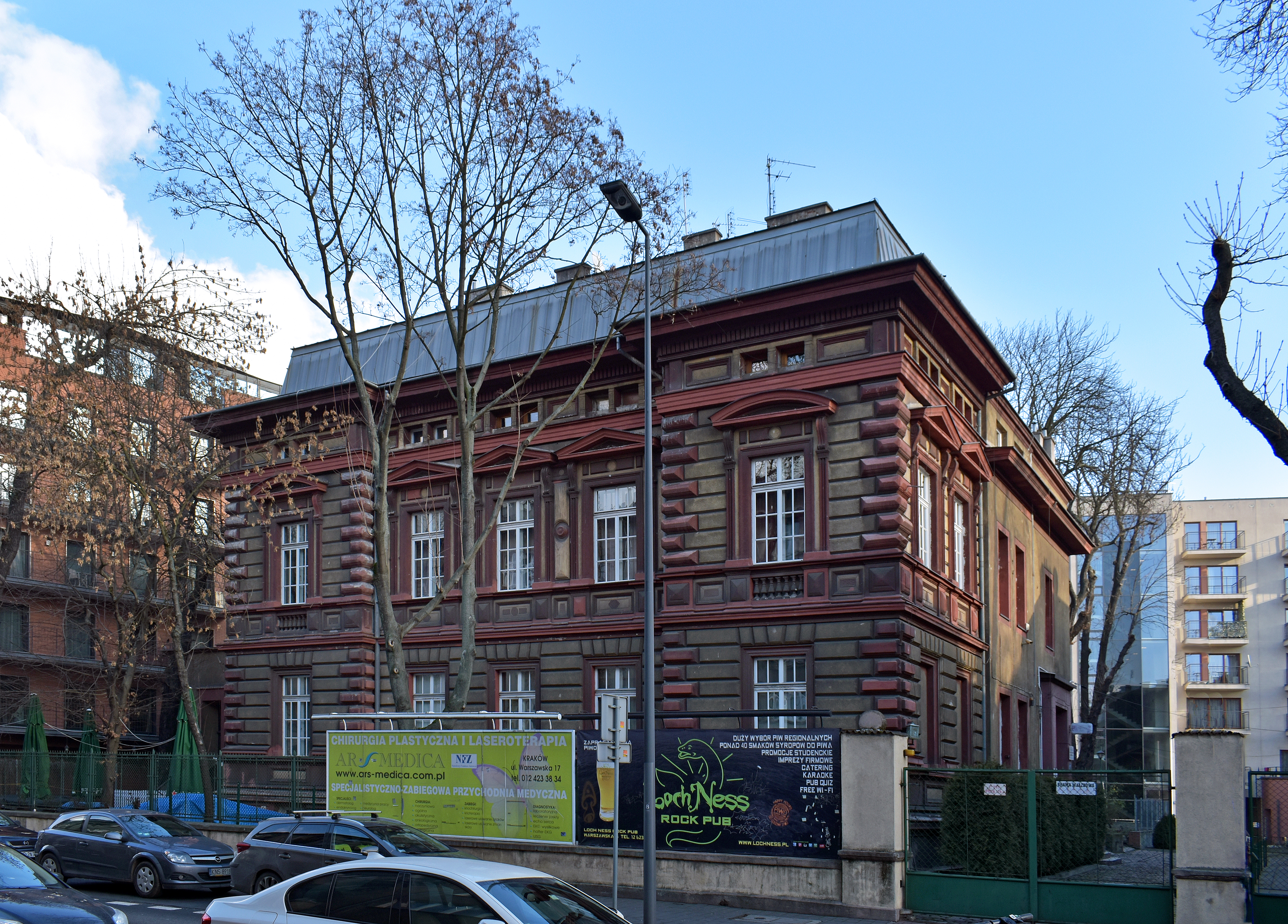
Палац Пшеворських.

## Дивитися також
- Вулиця Флоріанська в Кракові
- Площа Яна Матейка в Кракові
- Алея 29 Листопада в Кракові